# Kiek in de Köken

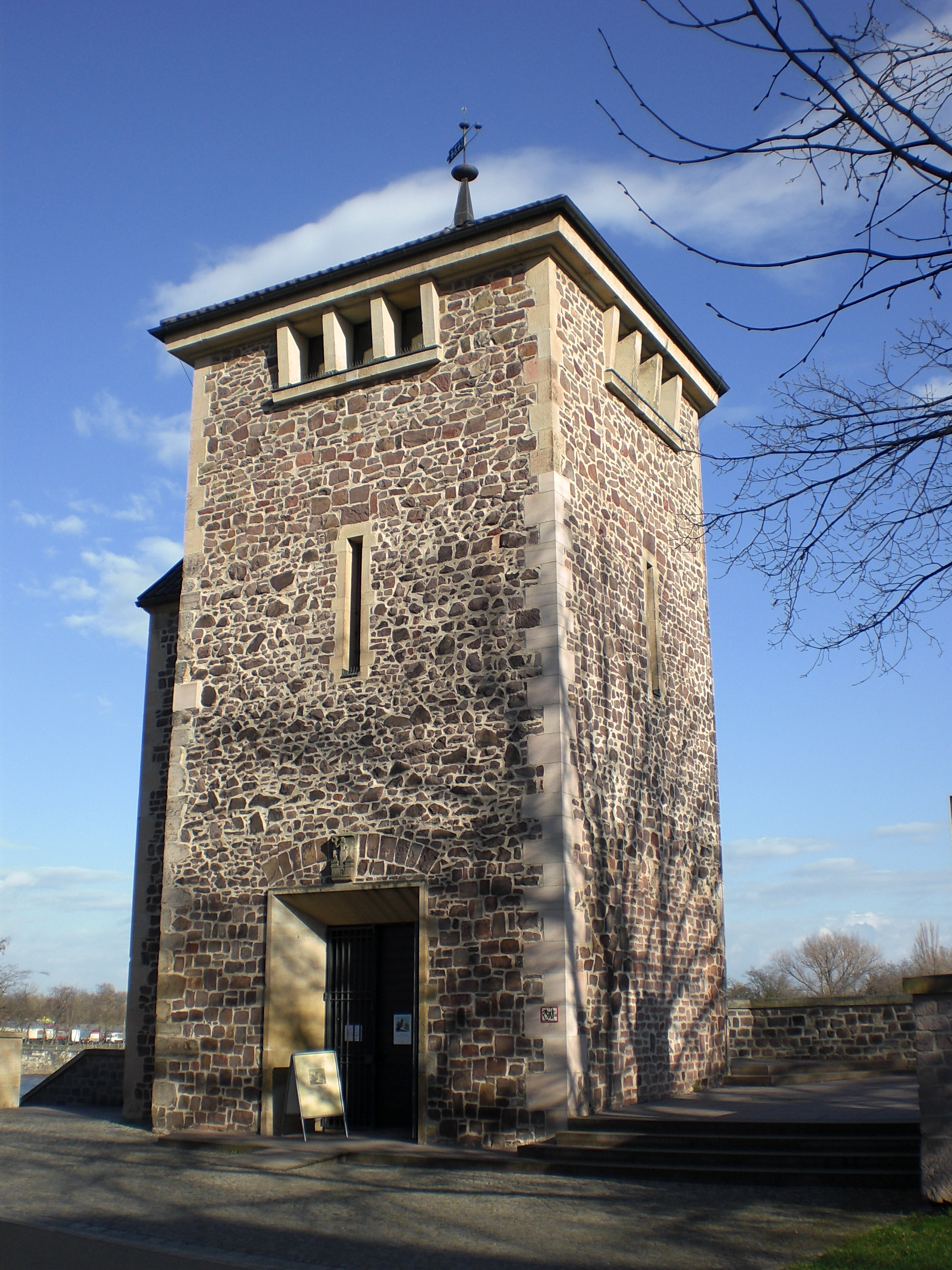
Oberer Teil des Kiek in de Köken, Blick vom Fürstenwall

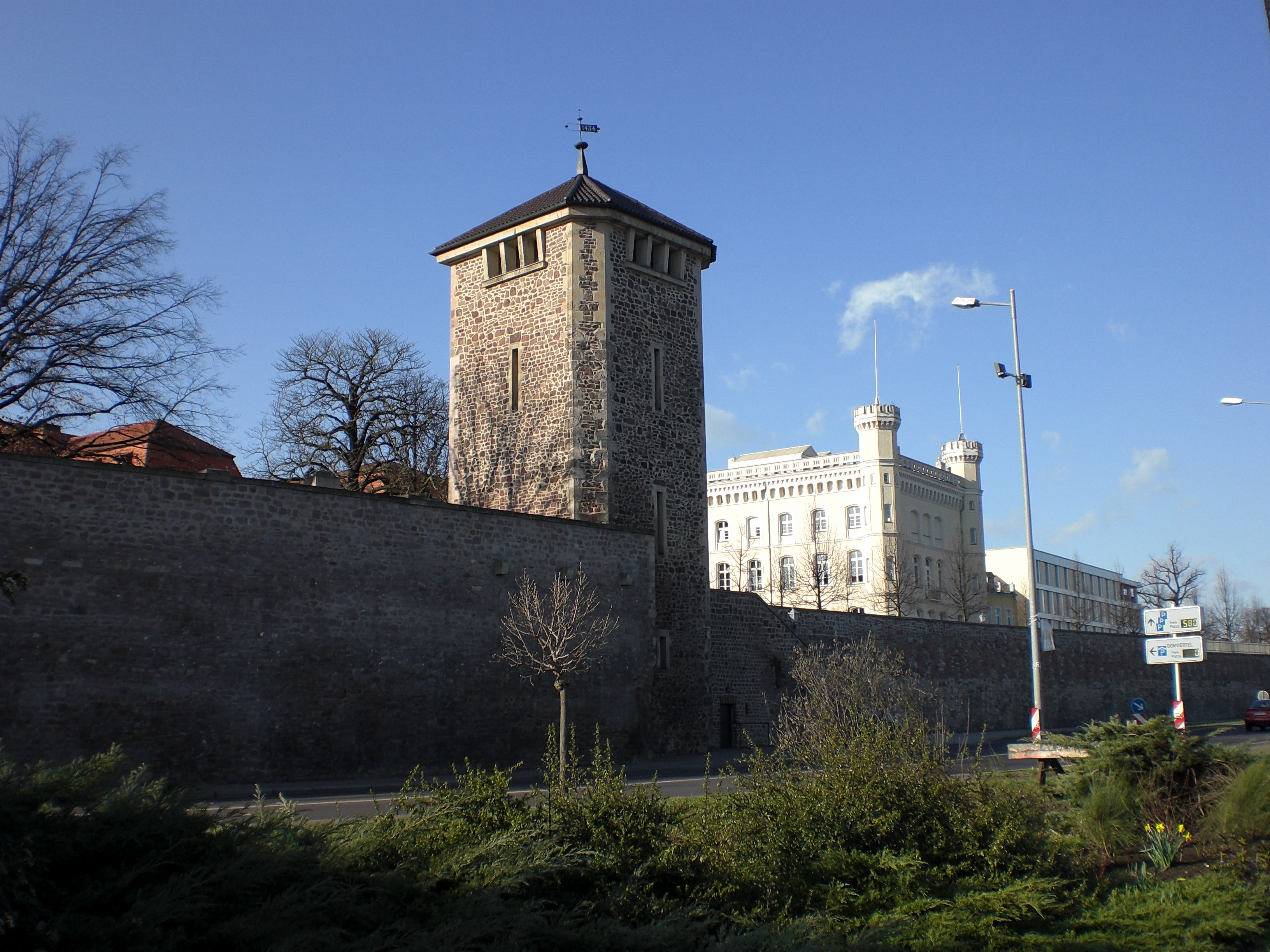
Blick über das Schleinufer – der eigentliche Fußpunkt des Turms liegt noch 5 Meter tiefer

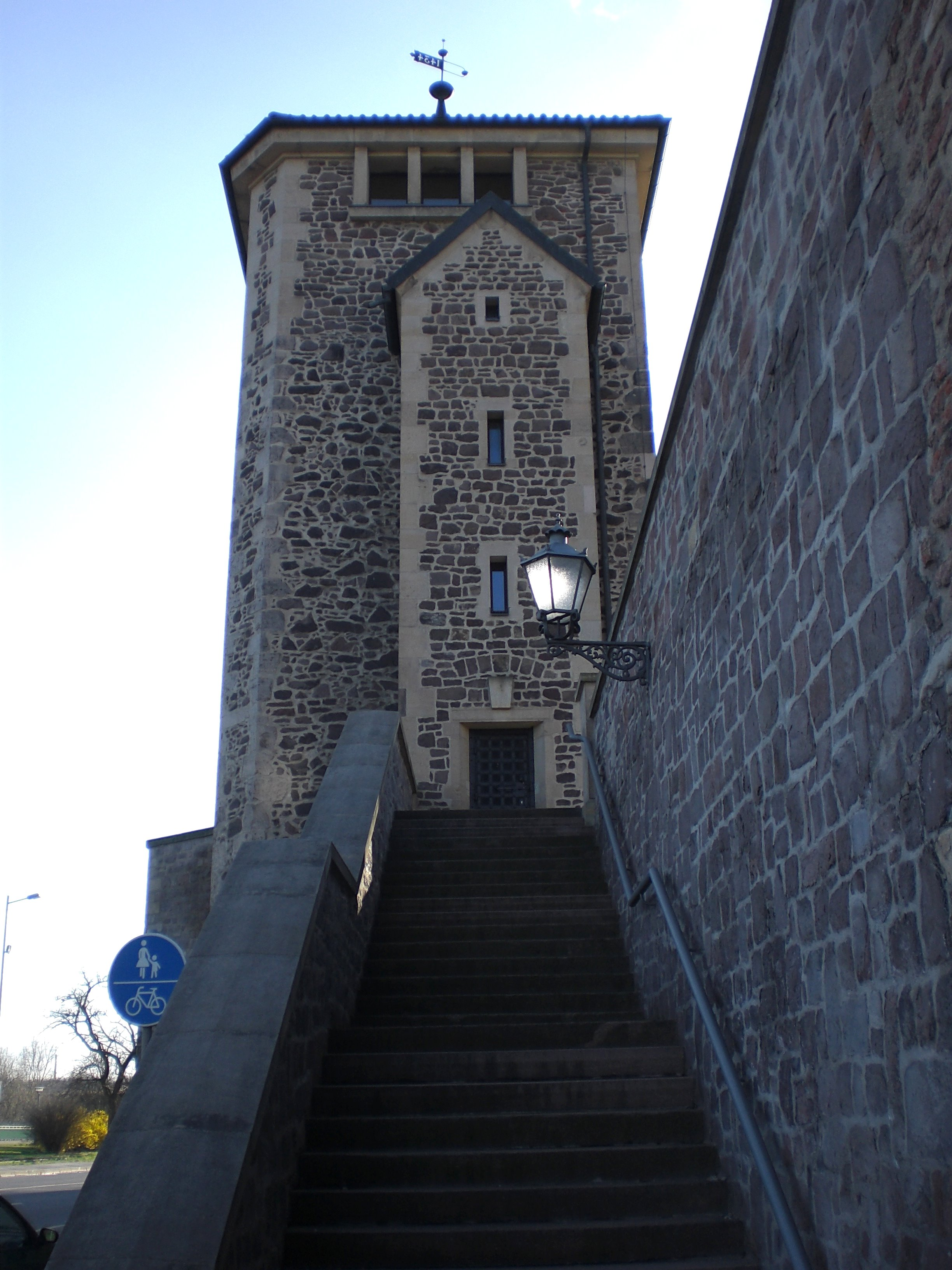
Treppe vom Schleinufer zum Fürstenwall

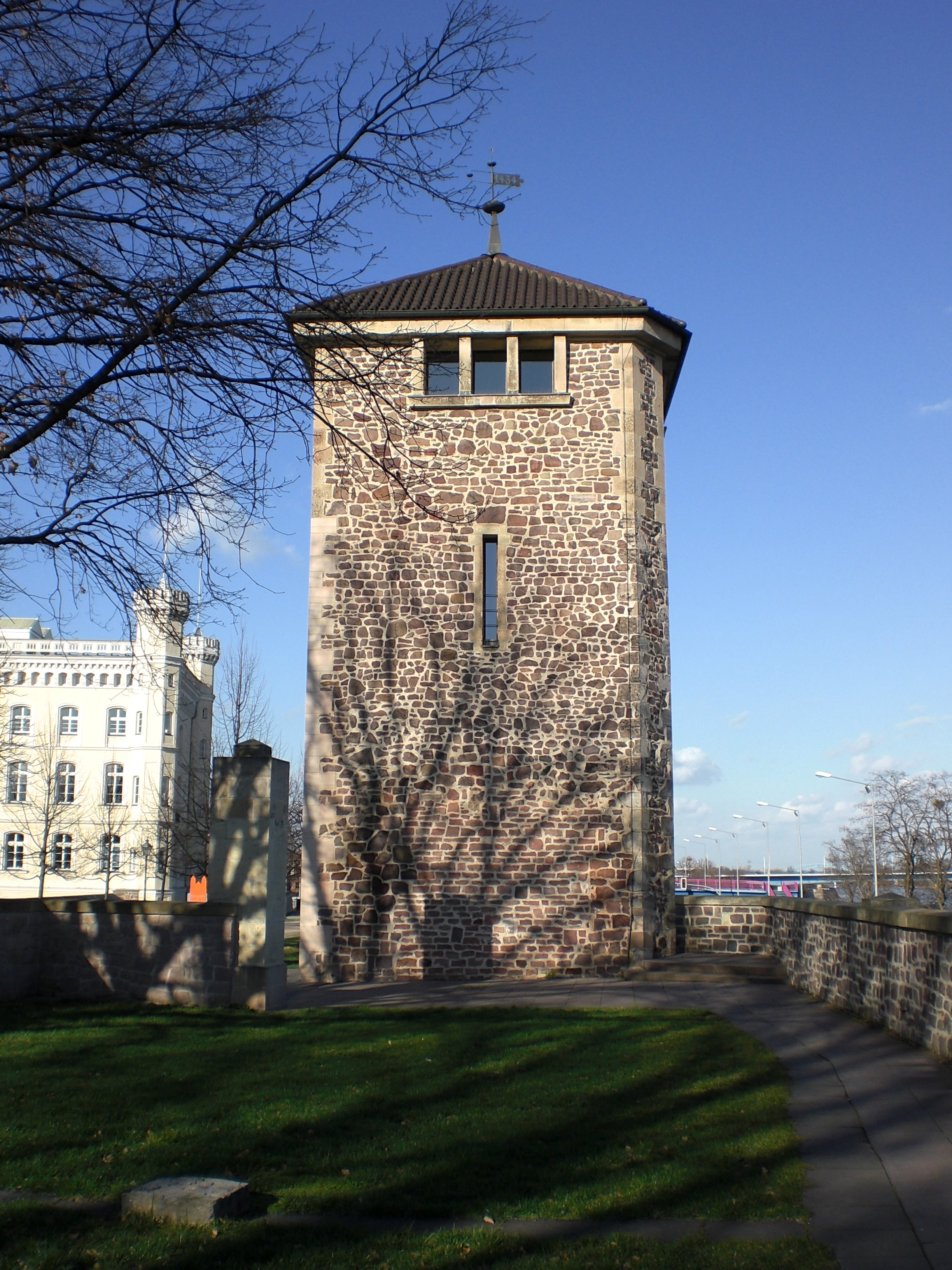
Blick über die ursprünglich als Gräberfeld geplante Fläche

Kiek in de Köken ist ein Turm in Magdeburg, der zur mittelalterlichen Stadtbefestigung gehörte.

## Geschichte
Der Turm entstand 1431 etwa zeitgleich mit vier bzw. fünf weiteren Wehrtürmen, mit denen die Bürger Magdeburgs gegen den Willen des Erzbischofs die südöstliche Ecke der Stadtbefestigung entlang der Elbe verstärkten. Neben Kiek in de Köken ist auch noch der etwas südlicher gelegene Turm hinter der Ausfahrt der Möllenvogtei erhalten. Hintergrund der Baumaßnahmen waren Befürchtungen, dass die Stadt von aufständischen Hussiten angegriffen werden könnte. Der Streit um die vom Erzbischof nicht gewünschten, in unmittelbarer Nähe seines Palasts bestehenden Türme zog sich von 1432 bis 1435 hin und wurde zeitweise mit Waffengewalt geführt, die zur Flucht von Erzbischof Günther führten. 1435 schlossen beide Seiten einen Vergleich, nach welchem die Türme bestehen bleiben durften, der Erzbischof jedoch Mitbesitz an den Türmen hatte.
Der Grundriss des Turms ist quadratisch mit Außenmaßen von 7 × 7 Metern. Die mittlere Wandstärke beträgt 1,28 bis 1,45 Meter. Wie die anderen Türme auch wurde Kiek in de Köken als sehr schlanker Turm gebaut. Die zur Elbe gerichtete Außenseite war mit abgeschrägten Außenkanten gestaltet. Alle Türme, auch Kiek in de Köken, hatten als Dach hohe gotische Turmhelme. Auf historischen Darstellungen werden überkragende Ecktürmchen dargestellt. Deren Vorhandensein lässt sich an der heutigen Bausubstanz nicht mehr nachweisen, erscheint jedoch wahrscheinlich. Auf alten Ansichten ist auch zu erkennen, dass unmittelbar am Fuß des Turms sich der Wasserspiegel der Elbe befand. Nur bei Trockenheit befand sich hier ein wenige Meter breiter Uferstreifen. Der eigentliche Fußpunkt des Turms, das damalige Fürstenufer, ist durch das im 19. Jahrhundert um ungefähr fünf Meter aufgeschüttete heutige Schleinufer nicht mehr zu erkennen.
Zwischen den Türmen entstanden zunächst Palisadenzäune. 1525, nach anderen Angaben wurde nach 1530 eine massive Mauer errichtet, der noch im gleichen Jahrhundert eine parallel etwa 12 Meter westlich verlaufende Mauer hinzugefügt wurde. Der so entstandene Zwinger wurde 1722 verfüllt. Es entstand der Fürstenwall, von dessen Niveau die Türme nur halb so hoch wie vom Niveau des gleichfalls aufgeschütteten Schleinufers sind.
Kiek in de Köken wurde mehrfach umgestaltet. Im 18. Jahrhundert – die gotische Turmhaube bestand bereits nicht mehr – diente der Turm zeitweise als Arrest für ungehorsame Soldaten. In einer von Heinrich Mittag 1823 gemalten Stadtansicht ist der Turm mit einem pavillonartigen Aufsatz abgebildet. Im 19. Jahrhundert wurde der Turm als Turm Bevern bezeichnet. Der Turm gehörte zum Gebiet der Festung Magdeburg. Die Stadt bemühte sich 1899 letztendlich erfolgreich, den Turm vom Militärfiskus zu erwerben. Der Turm hatte nun ein fast flaches Dach und diente als Geräteraum der städtischen Gartenbauverwaltung.

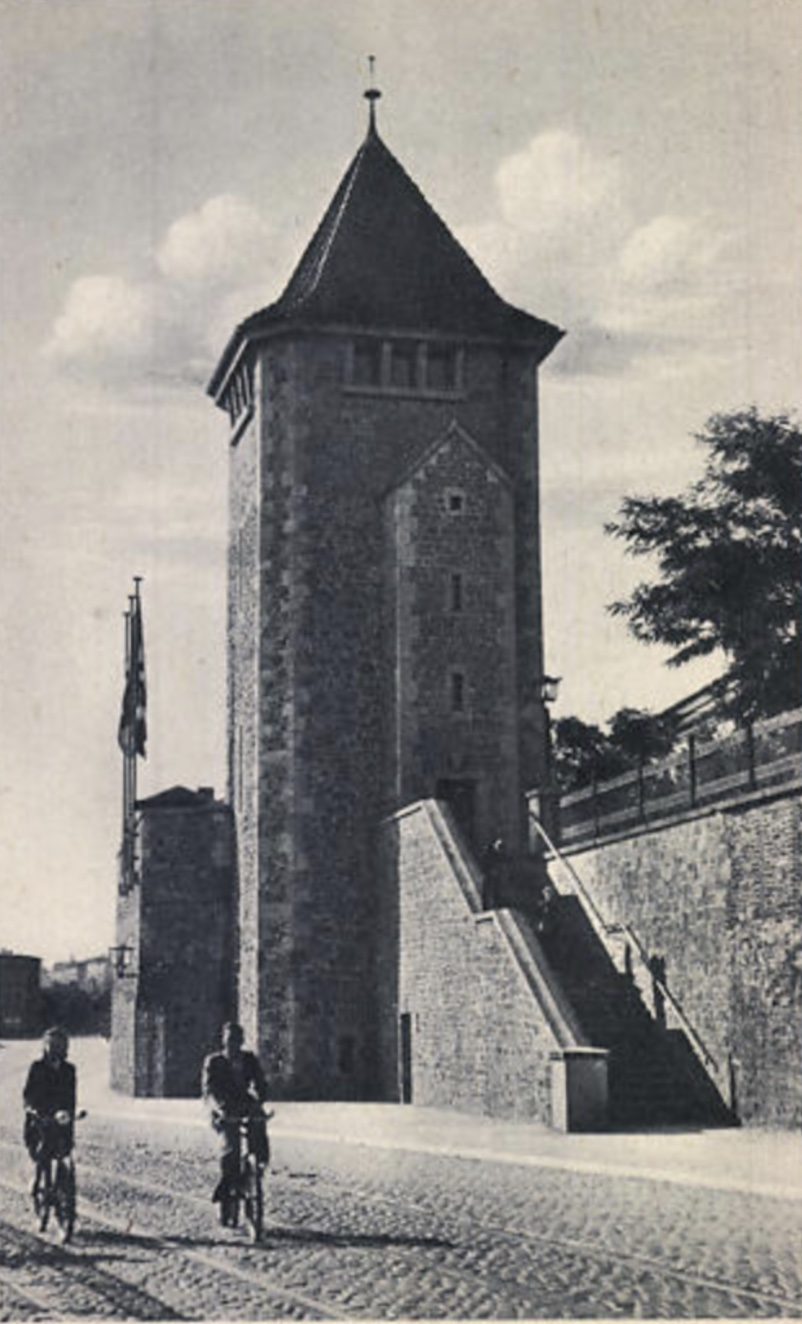
Turm in der Zeit des Nationalsozialismus, einbezogen in das „Ehrenmal der Alten Garde“

In der Zeit des Nationalsozialismus wurde der Turm für nationalsozialistische Totenfeiern und zur Fahnenhalle ausgebaut. Direkt südlich des Turms entstand ab Dezember 1937 ein nationalsozialistisches Gräberfeld für die sogenannte Alte Garde, an dessen südlichem Ende eine Feierhalle mit Glockenspiel entstand. Deren Ruine wurde in den 1970er-Jahren wieder abgerissen. Am Zugang zum Platz direkt südlich des Turms befand sich auf einem noch heute erhaltenen Schaft ein Reichsadler. Zum Fürstenufer hin befanden sich Flammenschalen und nationalsozialistische Symbolik. Es fand eine Urnenbeisetzung einer Propagandaverteilerin der NSDAP sowie eine nicht näher bekannte Erdbestattung statt. Beide Bestattungen wurden nach dem Zweiten Weltkrieg umgebettet.
Der Turm erhielt eine Werksteingliederung und ein insgesamt monumentaleres, kriegerischeres Aussehen, sowie ein steiles Zeltdach. Sein heutiges flaches Zeltdach entstand nach 1945.

## Heutige Nutzung
Der im Eigentum der Stadt Magdeburg befindliche Turm ist ganzjährig über Führungen der Magdeburger Tourist-Information erlebbar.
Zusätzlich gibt es saisonale Öffnungszeiten ab dem 12. Mai 2025 bis 31. Oktober 2025 immer Dienstags und Freitags von 11.00 Uhr bis 16.00 Uhr (außer Feiertage).

## Name
Der Name des Turms stammt aus dem Niederdeutschen und bedeutet im Hochdeutschen Guck in die Küche. Vom Turm soll man Einblick in die benachbarte Küche des Erzbischofs gehabt haben. Türme gleichen Namens befinden sich in Danzig und Tallinn.